# Euproctis sexspinae
Euproctis sexspinae är en fjärilsart som beskrevs av Holloway 1976. Euproctis sexspinae ingår i släktet Euproctis och familjen tofsspinnare. Inga underarter finns listade i Catalogue of Life.